# Park Elbroich

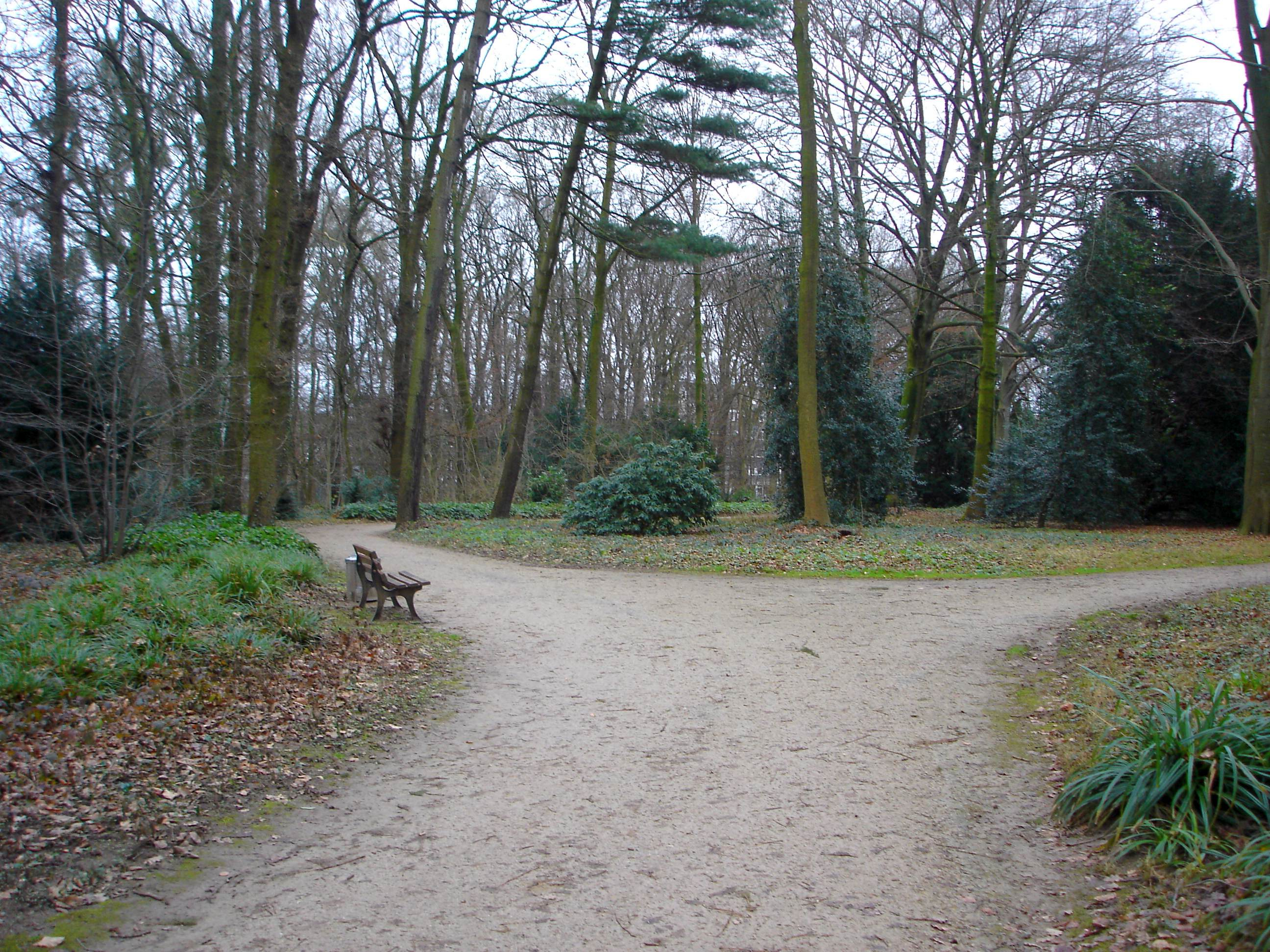
Spazierweg im Park Elbroich

Der im Düsseldorfer Süden im Stadtteil Holthausen gelegene Park Elbroich gehört mit seinen 14,6 Hektar Größe zu den kleineren Parks in Düsseldorf. Wegen seines umfangreichen Altbaumbestands ist er aber dennoch einer der interessantesten Parks in Düsseldorf. Die Bäume setzen im Park beeindruckende Schwerpunkte und lassen ihn größer wirken, als er ist. Sie wurden ab dem  12. Jahrhundert von den Eigentümern der Wasserburg gepflanzt, die nach ihrer Trockenlegung  im Jahr 1760  die bauliche Grundsubstanz des heutigen Schloss Elbroich bildete.  Schon im Jahre 1189 bestand an dieser Stelle ein Rittersitz, der vom Barbarossa-Adjutanten Arnold von Tyvern an den Grafen Engelbert I. von Berg verkauft wurde. Der letzte Privateigentümer war der Begründer der Gerresheimer Glashütte Ferdinand Heye, weshalb der Park früher auch Heye-Park genannt wurde. Im Zentrum des Parks befinden sich eine geriatrische Klinik, sowie das Schloss Elbroich, das heute als Zentrum für diverse Management- und Versicherungsfirmen dient.
Zum Freizeitangebot des Parks gehören ein Wasserspielplatz mit archimedischer Schraube, ein Spielplatz mit Trapeznetz zum Klettern, eine Skatehalle, ein Musikpavillon, sowie eine wenig genutzte Spiel- und Liegewiese.
Insgesamt gibt es im Elbroichpark 40 verschiedene Baumarten, unter anderem Linde, Kiefer, Lebensbaum, Rotbuche, Scheinakazie, Pappel, Eiche, Hainbuche und Esche.
Die Bäume verteilen sich auf vier Waldparzellen, die den Park einrahmen, Rotbuchen im Nordwesten, Kiefern im Südwesten, Scheinakazien, Pappeln und Linden im Südosten und Osten sowie Eichen, Hainbuchen und Eschen im Nordosten und Osten. Durch den Park führen drei Baumalleen, eine Lindenallee vom Norden zum Schloss, eine weitere jüngere Lindenallee von Nord nach Süd, und eine Lebensbaumallee von West nach Ost.
Koordinaten: 51° 10′ 29″ N, 6° 49′ 34,5″ O